# Mini-DIN-kontakt

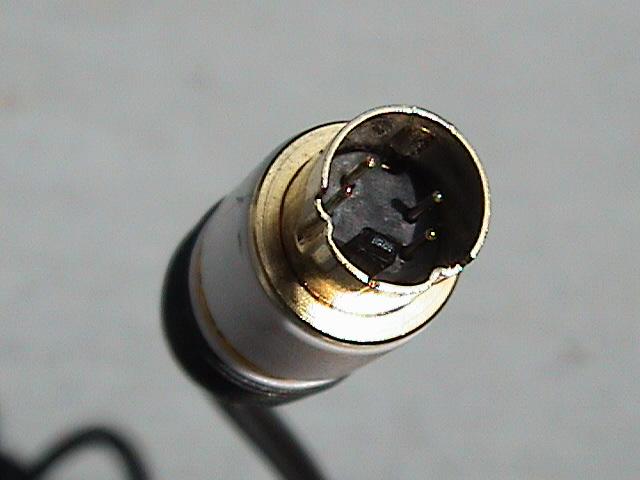
En mini-DIN-kontakt för S-Video.

Mini-DIN-kontakten är en kontakt som är en miniatyrisering av den ursprungliga DIN-kontakten som standardiserades av organisationen DIN. Mini-DIN-kontakten finns i olika varianter där en siffra anger vilken kontakt som menas (ex; Mini-DIN 6 motsvarar PS/2-kontakten). Nedan visas olika Mini-DIN anslutningar.

## Tillämpningar
- Apple LocalTalk (Mini-DIN 3)
- Apple Desktop Bus (Mini-DIN 4)
- S-Video (Mini-DIN 4)
- PS/2-kontakt (Mini-DIN 6)
- Apple Macintosh seriell port (Mini-DIN 8)
- Apple GeoPort (modifierad Mini-DIN 8 med extra stift)
- VIVO port (Mini-DIN 8)
- Sega Mega Drive II (Mini-DIN 9)
- Sega Saturn (Mini-DIN 10, non-standard)
- Commodore Plus/4 (Mini-DIN 7)
- Acorn Archimedes (Mini-DIN 9 till datormus, Mini-DIN 6 till tangentbord)
- NEC Turbo Duo Controller Port (Mini-DIN 8)
- Logitech Z-340 högtalare (Mini-DIN 9)
- Allen-Bradley Micrologix PLC:s (Mini-DIN 8, icke-standard)
- EchoPilot "Bronze TRIO" (Marine Speed & Depth, Mini-DIN 8, icke-standard)